# Francisco Amorós López
Pour les articles homonymes, voir Francisco López, Amorós et López.
Francisco Amorós López, né le 30 juin 1921 à Ontur (province d'Albacete, Espagne) et mort le 13 novembre 1985, est un footballeur espagnol qui jouait au poste de milieu de terrain.

## Carrière
Francisco Amorós débute avec le FC Barcelone lors de la saison 1946-1947. Cette saison-là, il joue 24 matchs de championnat et marque 9 buts.
Lors de la saison 1947-1948, Barcelone remporte le championnat mais Amorós ne joue qu'un seul match.
Il rejoint le CE Sabadell pour la saison 1948-1949. Sabadell est relégué en deuxième division au terme de la saison.
Au total, il dispute 30 matchs en première division espagnole.

## Palmarès
Avec le FC Barcelone :
- Champion d'Espagne en 1948